# Borowina (gmina Konstancin-Jeziorna)
Borowina – wieś sołecka w Polsce położona w województwie mazowieckim, w powiecie piaseczyńskim, w gminie Konstancin-Jeziorna.
W latach 1975–1998 miejscowość należała administracyjnie do województwa warszawskiego.